# 东大道站
东大道站是一个锦承线上的铁路车站，位于辽宁省朝阳县东大道乡，建于1934年，目前为四等站，邮政编码为122633。目前客运：办理旅客乘降；行李、包裹托运；货运：办理整车货物发到。